# 巴特納特 (明尼蘇達州)
巴特納特（英語：Butternut）是位於美國明尼蘇達州布盧厄斯縣巴特納特瓦利鎮區的一個非建制地區。

## 地理
巴特納特所處的海拔為高於海平面301米（即988英呎），而該地所採用的時區為UTC-6，即北美中部時區（CST）。同時該地設有夏令時間，為UTC-6調快一小時，即UTC-5（CDT）。